# Embelia welwitschii
Embelia welwitschii là một loài thực vật có hoa trong họ Anh thảo. Loài này được (Hiern) K.Schum. mô tả khoa học đầu tiên năm 1898.